# Scutigera asiatica
Scutigera asiatica är en mångfotingart som beskrevs av Sseliwanoff 1884. Scutigera asiatica ingår i släktet Scutigera och familjen spindelfotingar.
Artens utbredningsområde är Uzbekistan. Inga underarter finns listade i Catalogue of Life.